# お菓子の城

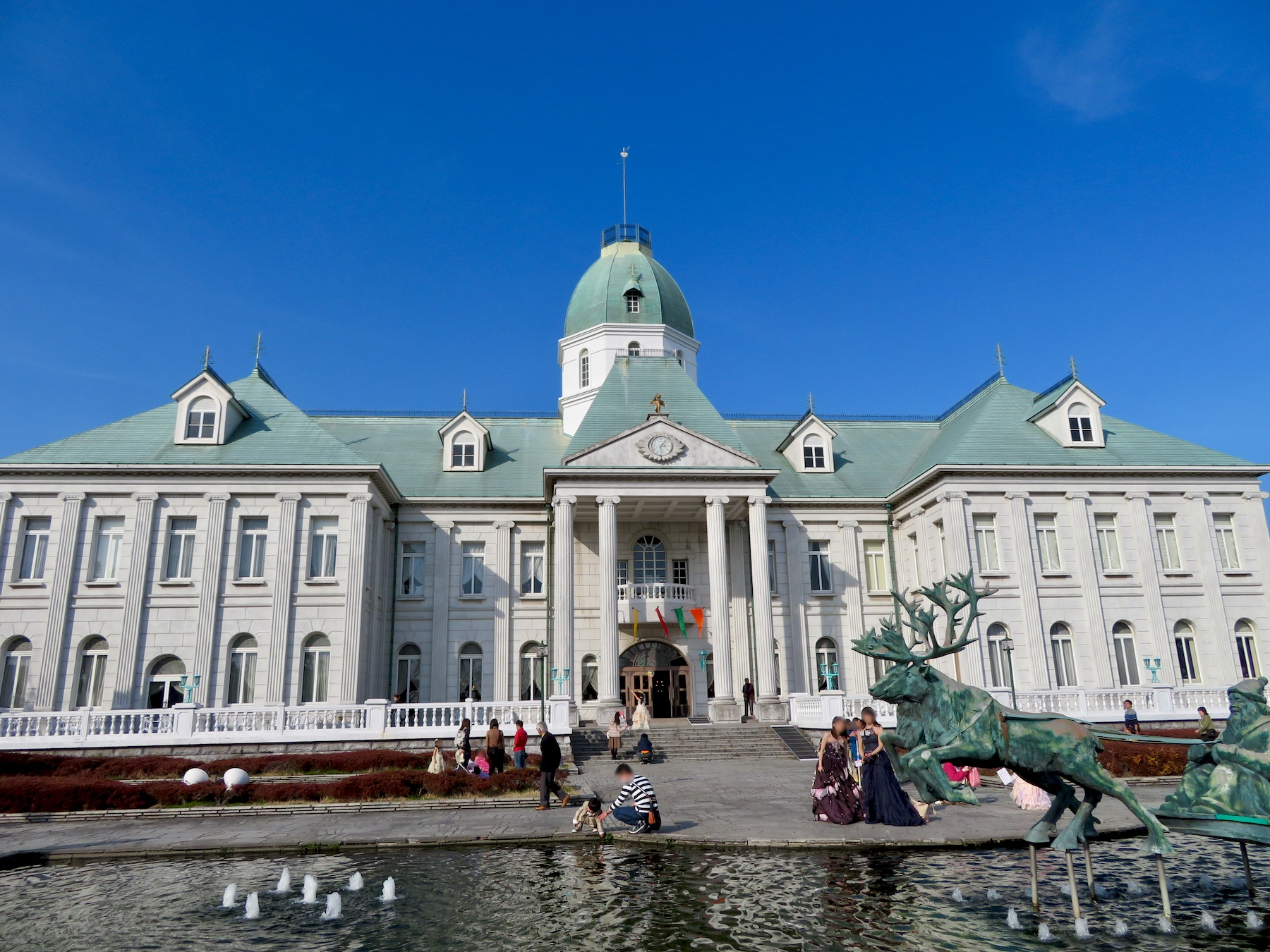
北海道庁旧本庁舎をモチーフとした城

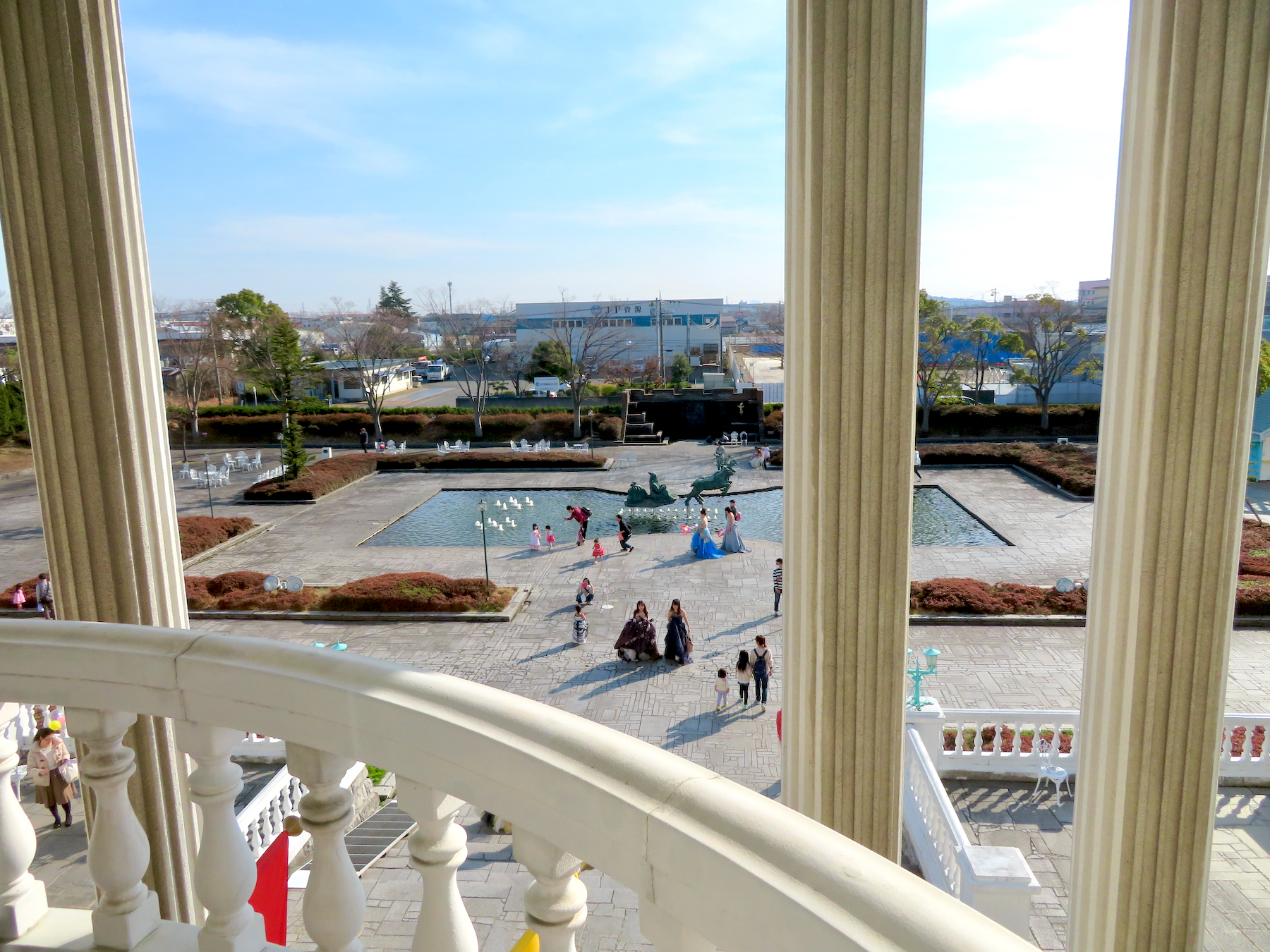
城のベランダから見た景色

お菓子の城（おかしのしろ）は、竹田本社（旧・竹田製菓）が運営する愛知県犬山市にある観光施設である。同社が商標権を保有している（商標登録番号：第4720492号）。

## 概要
1986年（昭和61年）3月22日に開園したお菓子のテーマパークで北海道庁旧本庁舎をモチーフとしている。マスコットキャラクターはスイートポテト王子で、イメージソング（CMソング）は地元、犬山市出身のシンガーソングライター・明日香が歌っている。
城内では約200点におよぶシュガーアートの展示やクッキー作り体験、ドレスレンタル体験などができる。このほか、パーティーや結婚式の会場として利用できる。また、世界コスプレサミット2011・2012と同イベントのオフィシャルパートナーとなっており、世界コスプレ撮影会 in お菓子の城が開催されている。
「タマゴボーロ」で有名な竹田製菓（現・竹田本社）を創業し、中部日本放送（CBC）をはじめとした104社（個人が大株主となっている上場企業数で国内一位の数字）の上場企業の大株主でもあった竹田和平氏が開設。わくわくすることの大切さを形にしたテーマパーク。

## 主な内容
- シュガーアートの展示
- お菓子作り体験（クッキー、煎餅など）
- スイーツバイキング
- ドレスレンタル

## 利用案内

### 開館時間
- 全日：10：00 - 17：00（最終入城は15：30）

### 休館日
- 不定休（祝日は営業）

### 入場料
- 大人：1300円（高校生以上）
- 小人：1000円（3歳から中学生）

### 駐車場
- 無料：500台

## 所在地
- 愛知県犬山市字新川1-11

## 交通アクセス

### 鉄道
- 名鉄小牧線「楽田駅」より、徒歩で約20分。

### バス
- 名鉄小牧線「楽田駅」から犬山コミュニティバス楽田西部線「勤労青少年ホーム」停留所下車、徒歩で約5分。

### タクシー
- 名鉄犬山線「江南駅」より、タクシーで約15分。